# Via Ofenziva
Via Ofenziva je slovenska punk rock skupina iz Ljubljane, aktivna v zgodnjih osemdesetih in od leta 2013.  

## Odmevi o Vii Ofenzivi
- Punk skupina Racija je parodirala pevca Vie Ofenzive v svoji pesmi »Kje si, Esad?« na albumu Agenti (1999).

## Člani
- Esad Babačić (vokal)
- Zoran Železnik (kitara)
- Robert Fritsch (bobni)
- Ivo Frančič (bas kitara)

## Ostali sodelujoči
- Zvone Kukec (kitara)

## Diskografija
- Via Ofenziva / Čao pičke (1983, ŠKUC)
- 84-48 (kompilacija, ZKP RTV 1984)
- Via Ofenziva (2006, Nika/Arhefon)
- Bele rože (Kud Nika - Za založbo Esad Babačić, 2015)